# Гастоне Прендато
Гастоне Прендато (італ. Gastone Prendato, 4 березня 1910, Падуя — 27 жовтня 1980, Падуя) — італійський футболіст, що грав на позиції нападника. По завершенні ігрової кар'єри — тренер.
Виступав, зокрема, за клуби «Падова», «Фіорентіна», а також другу збірну Італії.

## Клубна кар'єра
У дорослому футболі дебютував 1926 року виступами за команду «Петрарка» Падова, в якій провів два сезони.
Протягом 1928—1931 років захищав кольори клубу «Падова», демонструючи хорошу результативність. Після вильоту з Серії А в 1930 році провів один сезон у Серії В. Команда посіла четверте місце, а Прендато став найкращим бомбардиром чемпіонату, забивши 25 голів.
В 1931 році приєднався до складу переможця Серії В — «Фіорентіни». Відіграв за «фіалок» наступні чотири сезони своєї ігрової кар'єри, забивши загалом 20 голів у чемпіонаті.
У 1935 році Прендато перейшов до складу діючого чемпіона «Ювентуса», який п'ять років поспіль вигравав Серію А. Дебютував у складі клубу в півфінальному матчі Кубка Мітропи 1935 проти чеської «Спарти». Гастоне змінив в основі на позиції правого нападника Дієну. «Ювентус» програв 0:2, а у матчі-відповіді Прендато забив гол уже на першій хвилині матчу. Ще два голи забив Феліче Борель і італійський клуб здобув перемогу з рахунком 3:1. Таким чином для визначення фіналіста був проведений додатковий матч, у якому «Спарта» перемогла 5:1.
Гол у Кубку Мітропи залишився єдиним для Прендато у складі «Юве». В чемпіонаті він зіграв лише 10 матчів, а його команда не вдало провела сезон, посівши лише п'яте місце. Наступного року Гастоне виступав у складі «Роми», де також не зумів закріпитись у основі.
У 1937 році повернувся до «Падови», що виступала в Серії В. Далі грав у клубах «Сандона» та «Тренто».
Завершив ігрову кар'єру у команді «Равенна», за яку виступав протягом 1945—1946 років.

## Виступи за збірну
1933 року захищав кольори другої збірної Італії. У складі цієї команди провів 1 матч.

## Кар'єра тренера
Розпочав тренерську кар'єру, ще продовжуючи грати на полі, 1938 року, очоливши тренерський штаб клубу «Сандона».
1951 року став головним тренером команди «Падова», тренував клуб з Падуї один рік.
Протягом тренерської кар'єри також очолював команди «Адрієзе», «Равенна», «Фанфулла» та «Трапані».
Останнім місцем тренерської роботи був клуб «Сандона», головним тренером команди якого Гастоне Прендато був з 1964 по 1966 рік.
Помер 27 жовтня 1980 року на 71-му році життя у місті Падуя.

## Трофеї і досягнення
- Фіналіст кубка Італії:

«Рома»: 1937
- Найкращий бомбардир Серії В:

«Падова»: 1930-31 (25 голів)

## Статистика виступів

### Статистика виступів за збірну
| № | Дата     | Місце проведення | Команда 1 | Рахунок | Команда 2 | Голи |
| - | -------- | ---------------- | --------- | ------- | --------- | ---- |
| 1 | 2-4-1933 | Новара           | Італія-В  | 5:0     | Швейцарія |      |